# Galium shepardii
Galium shepardii là một loài thực vật có hoa trong họ Thiến thảo. Loài này được Post mô tả khoa học đầu tiên năm 1896.